# Groovin' with Mr. Bloe
Groovin’ with Mr. Bloe is een instrumentaal nummer geschreven door Bo Gentry, Paul Kaumann en Kenny Laguna, die destijds de Amerikaanse muziekgroep Wind vormden. Het nummer was een opvullertje dat moest dienen tot B-kant van hun single Make believe, uitgevoerd door Wind met Tony Orlando. Die single stond negen weken in de Billboard Hot 100 met als hoogste notering plaats 28. Het plaatje werd ook gedraaid in het Verenigd Koninkrijk, maar door een misverstand werd daar Groovin’ with Mr. Bloe gedraaid in plaats van Make believe. Wind zou na dat kleine Amerikaanse succes overigens snel ter ziele gaan.

## Mr. Bloe
Muziekproducent Stephen James hoorde Groovin’ en voorzag commercieel succes. Hij liet het door verschillende artiesten opnemen, waaronder een met een solopartij van de toen nog relatief onbekende Elton John. In tegenstelling tot zijn eerdere veronderstelling wilde het maar niet slagen, totdat hij de pianopartij liet spelen door orkestleider Zack Laurence op het DJM Recordslabel Harry Pitch (op plaat) dan wel Ian Duck (op beeld in Top of the Pops) speelde de prominent aanwezige mondharmonicapartij onder de groepsnaam Mr. Bloe. Deze kwam na deze single nog met wat materiaal maar wist de hitparades niet meer te halen. Groovin’ bleef een eendagsvlieg. B-kant Sinful was een werkje van Laurence zelf.
In 1973 werd het in de versie van Harry Pitch de herkenningsmelodie van Last of the summer wine, een BBC-sitcom.

### Hitnoteringen
Deze versie werd een groot succes in het Verenigd Koninkrijk. Het haalde in achttien weken notering in de UK Singles Chart de tweede plaats. Mungo Jerry hield Groovin’ van de eerste plaats met diens In the summertime, overigens ook in België.

#### Nederlandse Top 40
| Positie: | 25 | 13 | 8 | 8 | 7 | 10 | 13 | 19 | 28 | 31 | 37 | uit |

#### NederlandseHilversum 3 Top 30
| Positie: | 30 | 12 | 7 | 6 | 8 | 9 | 12 | 19 | 25 | uit |

#### BelgischeBRT Top 30
Hier hield tevens Cat Stevens met Lady D'Arbanville Mr. Bloe af van een hogere notering.
| Positie: | 23 | 16 | 10 | 9 | 6 | 4 | 3 | 11 | 14 | 24 | uit |

#### Voorloper VlaamseUltratop 30
| Positie: | 18 | 6 | 6 | 5 | 3 | 2 | 5 | 8 | 15 | 18 | 20 | 27 | uit |

#### NPO Radio 2 Top 2000
Groovin' with Mr. Bloe (Mr. Bloe) stond alleen in 2001 in de NPO Radio 2 Top 2000, op plek 1742.

## Andre versies
In de loop der jaren verschenen versies van Fausto Papetti, Cool Heat (1970, hitje in de VS), Humbug (1970), Jochem Brauer Sextet (1971) en The Cheaters (1983). Madness gebruikte de titel voor hun nummer (eveneens instrumentaal) Walking with Mr. Wheeze. Mr. Bloe bracht het in 2009 opnieuw uit, zonder succes.